# MetFrag
MetFrag ist eine quelloffene Software zur Untersuchung von Metaboliten und anderen unbekannten kleinen Molekülen, die mittels Tandem-Massenspektrometrie analysiert wurden. Dabei greift es auf Strukturdatenbanken wie PubChem oder KEGG zurück. Zunächst führt MetFrag eine Suche nach geeigneten Kandidaten durch, anschließend fragmentiert es diese in silico und führt dann einen Abgleich der vorhergesagten Massenspektren mit den gemessenen durch, die abschließend numerisch bewertet werden. Es bietet einen Metabolitähnlichkeitswert als weiteres Hilfsmittel um synthetische Substanzen in der Suche niedriger zu bewerten. Während des CASMI 2013 schnitt MetFrag gut ab, konnte sich jedoch nicht gegen eine manuelle Auswertemethode durchsetzen. Im Jahr 2016 wurde eine Neuauflage veröffentlicht, die algorithmisch und von der Ergebnisbewertung her verfeinert wurde.